# Нетавака (Канзас)
Нетавака (англ. Netawaka) — місто (англ. city) в США, в окрузі Джексон штату Канзас. Населення — 139 осіб (2020).

## Географія
Нетавака розташована за координатами 39°36′11″ пн. ш. 95°43′8″ зх. д. / 39.60306° пн. ш. 95.71889° зх. д. (39.602975, -95.718936).  За даними Бюро перепису населення США в 2010 році місто мало площу 2,53 км², уся площа — суходіл.

## Демографія
Згідно з переписом 2010 року, у місті мешкали 143 особи в 58 домогосподарствах у складі 43 родин. Густота населення становила 56 осіб/км².  Було 62 помешкання (24/км²).
Расовий склад населення:
| - 97,9 % — білих - 1,4 % — корінних американців - 0,7 % — чорних або афроамериканців |

До двох чи більше рас належало 0,0 %. Частка іспаномовних становила 1,4 % від усіх жителів.
За віковим діапазоном населення розподілялося таким чином: 23,8 % — особи молодші 18 років, 65,7 % — особи у віці 18—64 років, 10,5 % — особи у віці 65 років та старші. Медіана віку мешканця становила 44,5 року. На 100 осіб жіночої статі у місті припадало 116,7 чоловіків;  на 100 жінок у віці від 18 років та старших — 98,2 чоловіків також старших 18 років.
Середній дохід на одне домашнє господарство  становив 51 466 доларів США (медіана — 47 500), а середній дохід на одну сім'ю — 54 898 доларів (медіана — 53 750). За межею бідності перебувало 18,8 % осіб, у тому числі 39,2 % дітей у віці до 18 років та 5,6 % осіб у віці 65 років та старших.
Цивільне працевлаштоване населення становило 82 особи. Основні галузі зайнятості: освіта, охорона здоров'я та соціальна допомога — 26,8 %, роздрібна торгівля — 14,6 %, виробництво — 12,2 %, будівництво — 11,0 %.